# 바비 핀

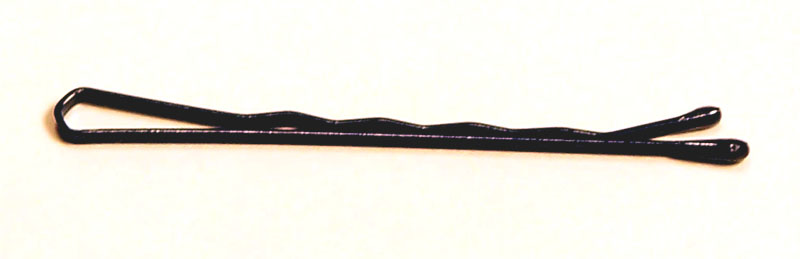

바비 핀(Bobby pin), 보비 핀, 헤어그립(hair grip)은 일반적으로 금속 또는 플라스틱으로 만든 머리핀의 일종으로 머리를 제자리에 고정하는 데 사용된다. 갈래가 열린 상태에서 머리카락에 밀어 넣은 다음 유연한 갈래가 머리카락 위로 닫혀 제자리에 고정되는 작은 이중 갈래 머리핀 또는 클립이다. 일반적으로 단순하고 눈에 띄지 않는 색상이지만 일부는 정교하게 장식되거나 보석으로 장식되어 있다. 바비 핀은 1920년대에 새로운 단발 헤어스타일을 고정하기 위해 인기를 얻었다.

## 같이 보기
- 머리핀